# Bawock
Bawock (Bahouoc) est un village du Cameroun situé dans le département du Mezam et la Région du Nord-Ouest. Il fait partie de l'arrondissement de Bali. C'est aussi le siège d'une chefferie traditionnelle de 2e degré.
Histoire et origines
Des documents attribuent l'origine des Bawock de Bali aux Bahouoc de l’arrondissement du Ndé.

## Localisation
Bawock est localisé à 5° 53' N et 10° 01' E. Il se trouve à environ 17 km de distance de Bamenda, le chef-lieu de la Région du Nord-Ouest et à environ 280 km de distance de Yaoundé, la capitale du Cameroun.

## Population
Lors du recensement de 2005, on a dénombré 1 720 habitants dont 805 hommes et 915 femmes.

## Éducation
Bawock compte une école primaire publique (construite en 1986), une école primaire catholique (construite en 1954), une école primaire privée (construite en 2008) et une école secondaire publique.

## Conflit avec Bali-Nyonga
Dans la nuit du 6 au 7 mars 2007, les habitants de Bali-Nyonga ont envahi le village de Bawock. Lors de ces violents affrontements, plusieurs centaines de maisons furent détruites et des habitants de Bawock ont fui, trouvant refuge à Bamenda. Ce conflit découle de tensions qui perdurent entre les deux villages au sujet de la délimitation et du droit de propriété du territoire.